# 成功集團
成功集團（Berjaya Corporation Berhad），馬來西亞的綜合企業。2023年12月，成功集團與印尼MNC集團合組的聯營公司，以OK Vision的品牌打入馬來西亞收費電視市場，希望藉此與Astro分一杯羹

## 外部連結
- 官方网站